# リーディングホース
リーディングホースとは、日本中央競馬会 (JRA) が主催する競走に出走した競走馬全頭のなかで、年間の獲得賞金（本賞と付加賞の合計）がもっとも多い競走馬のことである。

## 歴代リーディングホース
| 年度   | サラ系2歳          | サラ系3歳以上      | 障害               |
| ------ | ------------------ | ------------------ | ------------------ |
| 2001年 | タムロチェリー     | ジャングルポケット | ゴーカイ           |
| 2002年 | ピースオブワールド | シンボリクリスエス | オンワードメテオ   |
| 2003年 | コスモサンビーム   | ネオユニヴァース   | ウインマーベラス   |
| 2004年 | マイネルレコルト   | ゼンノロブロイ     | ロードプリヴェイル |
| 2005年 | フサイチリシャール | ディープインパクト | テイエムドラゴン   |
| 2006年 | アストンマーチャン | ディープインパクト | スプリングゲント   |
| 2007年 | トールポピー       | ダイワスカーレット | メルシーエイタイム |
| 2008年 | セイウンワンダー   | ディープスカイ     | キングジョイ       |
| 2009年 | ローズキングダム   | ウオッカ           | キングジョイ       |
| 2010年 | グランプリボス     | ブエナビスタ       | バシケーン         |
| 2011年 | アルフレード       | オルフェーヴル     | マジェスティバイオ |
| 2012年 | ロゴタイプ         | ジェンティルドンナ | バアゼルリバー     |
| 2013年 | レッドリヴェール   | メイショウマンボ   | アポロマーベリック |
| 2014年 | ダノンプラチナ     | イスラボニータ     | アポロマーベリック |
| 2015年 | メジャーエンブレム | ラブリーデイ       | アップトゥデイト   |
| 2016年 | サトノアレス       | キタサンブラック   | オジュウチョウサン |
| 2017年 | ダノンプレミアム   | キタサンブラック   | オジュウチョウサン |
| 2018年 | アドマイヤマーズ   | アーモンドアイ     | アップトゥデイト   |
| 2019年 | サリオス           | リスグラシュー     | シングンマイケル   |
| 2020年 | ソダシ             | コントレイル       | メイショウダッサイ |
| 2021年 | セリフォス         | エフフォーリア     | メイショウダッサイ |
| 2022年 | ドルチェモア       | イクイノックス     | ホッコーメヴィウス |
| 2023年 | ジャンタルマンタル | イクイノックス     | マイネルグロン     |
| 2024年 | クロワデュノール   | ドウデュース       | ジューンベロシティ |